# Hartmut Dierschke
Hartmut Dierschke (11 juli 1937 – 19 december 2022) was een Duits botanicus en hoogleraar die was gespecialiseerd in de vegetatiekunde. Hij leverde in het bijzonder een grote wetenschappelijke bijdrage aan de kennis van de vegetatie van Centraal-Europa.

## Onderscheidingen
In de onderstaande lijst staan onderscheidingen en prijzen die Dierschke in zijn carrière ontving.
- Braun-Blanquet-prijs (1978)
- Erelid van de International Association for Vegetation Science (2005)
- Erelid van de wetenschappelijke adviesraad van het Nationaal Park Harz (2007)
- Reinhold Tüxen-prijs (2015)
- Erevoorzitter van de Floristisch-Soziologische Arbeitsgemeinschaft (FlorSoz)

## Beschreven syntaxa
In de onderstaande lijst staan syntaxa waarvan Dierschke (co-)auteur is met een artikel op de Nederlandstalige Wikipedia.
- kruisbladwalstro-associatie – Urtico-Cruciatetum Dierschke 1973